# Zoltan Sabo
Zoltan Sabo (ur. 26 maja 1972, zm. 14 grudnia 2020 w Belgradzie) – serbski piłkarz występujący na pozycji obrońcy.

## Kariera piłkarska
Od 1991 do 2005 roku występował w Hajduk Kula, FK Vojvodina, Partizan, Suwon Samsung Bluewings, Avispa Fukuoka, Zalaegerszegi TE, AEK Larnaka i Mladost Apatin.